# Snooker-Saison 2024/25
Die Snooker-Saison 2024/25 war eine Serie von Snooker-Turnieren, die zur World Snooker Tour gehörten.

## Saisonergebnisse
In den Turnierkalender neu aufgenommen wurde ein weiteres Turnier in der Volksrepublik China in Xi’an. Nachdem im März 2024 erstmals ein Einladungsturnier in Saudi-Arabien auf dem Programm stand, wurde noch für dasselbe Kalenderjahr ein Ranglistenturnier vereinbart. Mit einem Preisgeld von 2,3 Millionen Pfund steigt es als zweitwichtigstes Turnier nach der Weltmeisterschaft in die Profitour ein.
Das European Masters, dessen 8 Ausgaben meist auf dem europäischen Kontinent gespielt wurden, fiel dagegen aus dem Tourkalender heraus.
Die Maximum-Prämie aus der Vorsaison wurde erweitert: Ein Spieler, dem bei den drei Triple-Crown-Turnieren und neu auch dem Saudi Masters insgesamt 2 Maximum Breaks gelingen, bekommt 147.000 Pfund extra. Außerdem wurde eine Bonuszahlung von 100.000 Pfund für denjenigen Spieler ausgelobt, der ein „Century of Centuries“ – also 100 Breaks von mindestens 100 Punkten – über die gesamte Saison hinweg erzielt. Dies war zuvor schon 2 Spielern gelungen: Neil Robertson spielte 2013/14 103 Centurys, Judd Trump schaffte 2019/20 102 Stück. Beide Prämien wurden ausgeschüttet - Jackson Page erzielte 2 Maximum Breaks während der Qualifikation zur Weltmeisterschaft, Judd Trump machte während seines Weltmeisterschaftsachtelfinalmatches die 100 Saison-Centurys voll. Mit insgesamt 107 Centurys bis zu seinem Ausscheiden stellte er eine neue Gesamtbestmarke auf und übernahm Platz 2 in der Liste der Spieler mit den meisten Karrierecenturys.
| Datum                             | Turnier                            | Austragungsort | Art                   | Sieger         | Finalist        | Ergebnis |
| --------------------------------- | ---------------------------------- | -------------- | --------------------- | -------------- | --------------- | -------- |
| 10. Juni bis 3. Juli 2024         | Championship League 2024           | Leicester      | Weltranglistenturnier | Ali Carter     | Jackson Page    | 3:1      |
| 15. bis 21. Juli 2024             | Shanghai Masters 2024              | Shanghai       | Einladungsturnier     | Judd Trump     | Shaun Murphy    | 11:5     |
| 19. bis 25. August 2024           | Xi’an Grand Prix 2024              | Xi’an          | Weltranglistenturnier | Kyren Wilson   | Judd Trump      | 10:8     |
| 30. August bis 7. September 2024  | Saudi Arabia Snooker Masters 2024  | Riad           | Weltranglistenturnier | Judd Trump     | Mark Williams   | 10:9     |
| 12. bis 22. September 2024        | English Open 2024                  | Brentwood      | Weltranglistenturnier | Neil Robertson | Wu Yize         | 9:7      |
| 23. bis 29. September 2024        | British Open 2024                  | Cheltenham     | Weltranglistenturnier | Mark Selby     | John Higgins    | 10:5     |
| 6. bis 12. Oktober 2024           | Wuhan Open 2024                    | Wuhan          | Weltranglistenturnier | Xiao Guodong   | Si Jiahui       | 10:7     |
| 20. bis 27. Oktober 2024          | Northern Ireland Open 2024         | Belfast        | Weltranglistenturnier | Kyren Wilson   | Judd Trump      | 9:3      |
| 3. bis 10. November 2024          | International Championship 2024    | Nanjing        | Weltranglistenturnier | Ding Junhui    | Chris Wakelin   | 10:7     |
| 11. bis 17. November 2024         | Champion of Champions 2024         | Bolton         | Einladungsturnier     | Mark Williams  | Xiao Guodong    | 10:6     |
| 23. November bis 1. Dezember 2024 | UK Championship 2024               | York           | Weltranglistenturnier | Judd Trump     | Barry Hawkins   | 10:8     |
| 4. bis 7. Dezember 2024           | Snooker Shoot-Out 2024             | Leicester      | Weltranglistenturnier | Tom Ford       | Liam Graham     | 31:28 a  |
| 9. bis 15. Dezember 2024          | Scottish Open 2024                 | Edinburgh      | Weltranglistenturnier | Lei Peifan     | Wu Yize         | 9:5      |
| 18. bis 20. Dezember 2024         | Riyadh Season Snooker Championship | Riad           | Einladungsturnier     | Mark Allen     | Luca Brecel     | 5:1      |
| 3. Januar bis 5. Februar 2025     | Championship League 2025           | Leicester      | Einladungsturnier     | Mark Selby     | Kyren Wilson    | 3:0      |
| 12. bis 19. Januar 2025           | Masters 2025                       | London         | Einladungsturnier     | Shaun Murphy   | Kyren Wilson    | 10:7     |
| 27. Januar bis 2. Februar 2025    | German Masters 2025                | Berlin         | Weltranglistenturnier | Kyren Wilson   | Barry Hawkins   | 10:9     |
| 10. bis 16. Februar 2025          | Welsh Open 2025                    | Llandudno      | Weltranglistenturnier | Mark Selby     | Stephen Maguire | 9:6      |
| 24. Februar bis 2. März 2025      | World Open 2025                    | Yushan         | Weltranglistenturnier | John Higgins   | Joe O’Connor    | 10:6     |
| 4. bis 9. März 2025               | World Grand Prix 2025              | Hongkong       | Weltranglistenturnier | Neil Robertson | Stuart Bingham  | 10:0     |
| 17. bis 23. März 2025             | Players Championship 2025          | Telford        | Weltranglistenturnier | Kyren Wilson   | Judd Trump      | 10:9     |
| 31. März bis 6. April 2025        | Tour Championship 2025             | Manchester     | Weltranglistenturnier | John Higgins   | Mark Selby      | 10:8     |
| 19. April bis 5. Mai 2025         | Snookerweltmeisterschaft 2025      | Sheffield      | Weltranglistenturnier | Zhao Xintong   | Mark Williams   | 18:12    |

## Spieler der Profitour 2024/25
Die 64 bestplatzierten Spieler der Weltrangliste am Ende der Saison 2023/24 und 31 weitere Spieler, die 2023 die Startberechtigung für zwei Jahre erhalten hatten, behielten ihren Platz auf der Profitour.
Folgende Spieler kamen als Neuzugänge hinzu und erhielten einen Startplatz für die Spielzeiten 2024/25 und 2025/26:
| Qualifikation über die Ein-Jahres-Rangliste - Zak Surety - Julien Leclercq - Oliver Lines - Ben Mertens Internationale Qualifikationen: - Gong Chenzhi – China (CBSA China Tour) - Huang Jiahao – China (CBSA China Tour) - Robbie McGuigan – Europa (EBSA – Europameister) - Liam Davies – Europa (EBSA – U21-Europameister) - Lei Peifan – Asien/Ozeanien (APSBF – Asien-Pazifik-Meister) - Jonas Luz – Amerika (PABSA – Amerikameister) - Hatem Yassen – Afrika (ABSC – Afrikameister) Qualifikation über die World Women’s Snooker Tour: - Bai Yulu (Weltmeisterin) - Mink Nutcharut Qualifikation über die WSF Championship: - Cheung Ka Wai (Open Championship) - Bulcsú Révész (Junior Championship) | Qualifikation über die WPBSA Q Tour Global: - Michael Holt - Duane Jones - Amir Sarkhosh - Mohamed Shehab Qualifikation über die Q School (Turnier 1, Turnier 2) - Artemijs Žižins - Allan Taylor - Haydon Pinhey - Wang Yuchen - Antoni Kowalski - Chris Totten - Farakh Ajaib - Mitchell Mann Qualifikation über die Asia-Oceania Q School (Turnier 1, Turnier 2) - Lim Kok Leong - Akani Songsermsawad - Haris Tahir - Kreishh Gurbaxani Invitational Tour Card - Ken Doherty |